# TVR Cerbera Speed 12
TVR Cerbera Speed 12 – prototyp sportowego samochodu osobowego stworzony przez brytyjską firmę TVR w roku 1997. Dostępny jako 2-drzwiowe coupé. Do napędu użyto silnika V12 o pojemności 7,7 litra. Moc przenoszona była na oś tylną poprzez 6-biegową manualną skrzynię biegów.

## Dane techniczne

### Silnik
- V12 7,7 l (7730 cm³), 4 zawory na cylinder, DOHC
- Średnica × skok tłoka: 96,00 mm × 89,00 mm
- Stopień sprężania: 12,5:1
- Moc maksymalna: 811 KM (596,6 kW) przy 8250 obr./min
- Maksymalny moment obrotowy: 881 N•m przy 5750 obr./min

### Osiągi
- Przyspieszenie 0-100 km/h: 2,9 s
- Prędkość maksymalna: 338 km/h